# Пилар фон Пильхау, Карл Фёдорович
Барон Карл Фёдорович Пилар фон Пильхау (нем. Karl Magnus Freiherr Pilar von Pilchau; 1791—1861) — генерал-лейтенант, командующий 1-й уланской дивизией.
Карл Фёдорович брат генерал-лейтенанта Густава Пилар фон Пильхау.

## Биография
Карл Фёдорович происходил из баронского рода Эстляндской губернии, родился 22 мая 1791 года. В военную службу вступил 12 декабря 1810 года в Конную гвардию.
Принимал участие в Отечественной войне 1812 года, за отличие в Бородинском сражении награждён орденом Святой Анны 4-й степени. После изгнания Наполеона Пилар фон Пильхау совершил поход в Пруссию и Францию. 17 января 1813 года назначен адъютантом к генерал-майору М. А. Арсеньеву. За Кульмское сражение он получил орден Святого Владимира 4-й степени с бантом и особый прусский знак Железного креста, а за Фершампенуаз — орден Святой Анны 2-й степени.
В 1819 году произведён в ротмистры. 7 июня 1822 года получил чин полковника. 24 мая 1824 года был назначен командиром Новгородского кирасирского полка. 6 декабря 1830 года произведён в генерал-майоры и вскоре назначен командиром 1-й бригады 2-й кирасирской дивизии.
В 1831 году барон Пилар фон Пильхау сражался в Польше с повстанцами и был удостоен орденов Святого Георгия 4-й степени (19 апреля 1831 года, № 4528 по кавалерскому списку Григоровича — Степанова) и Ордена Святой Анны 1-й степени (императорская корона к этому ордену пожалована в 1835 году), а также польского знака отличия за военное достоинство (Virtuti Militari) 2-й степени.
С 1842 года командовал 1-й уланской дивизией. 11 апреля 1843 года барон Пилар фон Пильхау был произведён в генерал-лейтенанты.
В начале 1850-х годов он был назначен заведующим резервными и запасными эскадронами 1-го резервного кавалерийского корпуса. С 1857 года числился в запасных войсках.
Скончался 27 июля 1861 года в Женеве, где находился на лечении. Среди прочих наград имел ордена Святого Владимира 2-й степени (1837 год) и Белого Орла (1850 год).

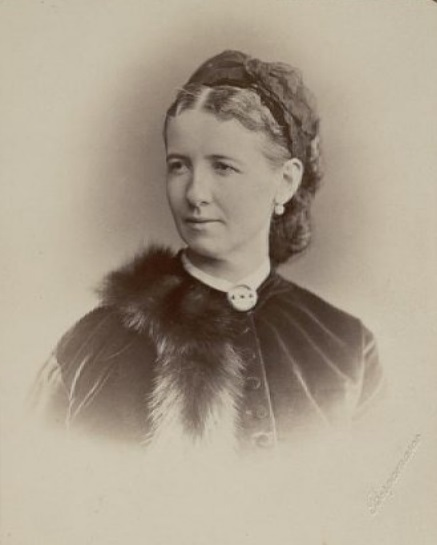
Анна Карловна Пилар

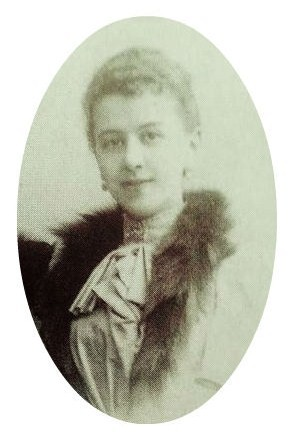
Елизавета Карловна

## Семья
Жена — княжна Екатерина Николаевна Кудашева (16.08.1811—14.09.1872), дочь князя Н. Д. Кудашева и внучка фельдмаршала М. И. Кутузова. Овдовев, вышла замуж в Швейцарии (с 23 сентября 1863 года) за барона Наполеона фон Гойнинген-Гюне (1811—1869). Дети:
- Николай (1831—1880), подполковник конной гвардии, похоронен на Тихвинском кладбище; женат на Екатерине Орловой.
- Анна (1832—1885), была назначена фрейлиной (31.12.1849) по просьбе своей двоюродной тетки графини Е. Ф. Тизенгаузен. Согласно дневнику А. Ф. Тютчевой, девица Пилар была весьма болезненная и некрасивая, но добродушная. За ней довольно усилено ухаживал, с некоторой сентиментальностью и очень невинно, великий князь Николай Николаевич. Для избежания недоброжелательных разговоров и для восстановления здоровья в 1855 году она была вынуждена уехать в Венецию[2]. В 1870-х годах жила вместе с графиней Тизенгаузен в квартире в Зимнем дворце и руководила жизнью её салона. Будучи опытной хозяйкой, баронесса Пилар имела талант сглаживать шероховатости и создавать гармонию из самых разных тонов; профилем своим она напоминала миниатюры XVIII века, а по уму наиболее знаменитых женщин той эпохи[3]. 15 мая 1883 года была пожалована в кавалерственные дама ордена Святой Екатерины (малого креста), в 1884—1885 годах была гофмейстериной при великой княгине Елизавете Фёдоровне.
- Мария (1838—1922), в замужестве Хорват; её сын Дмитрий Леонидович Хорват принял в 1919 году титул верховного правителя России.
- Фёдор (1848—1911), генерал-лейтенант, градоначальник Ростова-на-Дону (1904); после брака с дочерью графа П. Е. Коцебу унаследовал в 1878 году титул графа Коцебу.
- Елизавета (1852/1855—1939), в 1-м браке за Павлом Валериановичем Столыпиным; во 2-м браке за графом П. А. Шуваловым (внуком и наследником князя М. С. Воронцова); в 3-м браке (с 2 июля 1890; Париж) за итальянским графом Джулио Ручеллаи. По словам современника, веселая и игривая, она умела своей красотой вовлечь молодых, и не совсем уже молодых людей в разговоры. Даже люди, стоящие уже на пороге старости, были немножко в неё влюблены[3].